# 뉴멕시코 선더버즈
앨버커키 선더버즈/뉴멕시코 선더버즈(영어: Albuquerque Thunderbirds/영어: New Mexico Thunderbirds)는 미국 뉴멕시코주 앨버커키/뉴멕시코주 리오랜초를 연고지로 하는 2005년부터 2011년까지 NBA G 리그 서부 디비전 소속되었던 프로농구 팀이다.
2011년 연고지를 오하이오주 캔턴 (캔턴 차지)로 이전했다.

## 역대 NBA 제휴팀
| NBA 팀                              | 제휴기간      |
| ----------------------------------- | ------------- |
| 앨버커키 선더버즈/뉴멕시코 선더버즈 |               |
| 클리블랜드 캐벌리어스               | 2006년~2007년 |
| 인디애나 페이서스                   | 2006년~2007년 |
| 댈러스 매버릭스                     | 2008년~2010년 |
| 마이애미 히트                       | 2008년~2009년 |
| 뉴올리언스 호니츠                   | 2009년~2011년 |
| 올랜도 매직                         | 2010년~2011년 |
| 필라델피아 세븐티식서스             | 2007년~2008년 |
| 피닉스 선스                         | 2005년~2008년 |
| 새크라멘토 킹스                     | 2005년~2006년 |
| 시애틀 슈퍼소닉스                   | 2005년~2006년 |
| 유타 재즈                           | 2005년~2006년 |

## 역대 홈경기장
| 경기장             | 사용기간      | 장소                | 수용인원 | 비고 |
| ------------------ | ------------- | ------------------- | -------- | ---- |
| 앨버커키 선더버즈  |               |                     |          |      |
| 팅글리 콜리시엄    | 2005년~2010년 | 뉴멕시코주 앨버커키 | 11,571명 | 빈칸 |
| 뉴멕시코 선더버즈  |               |                     |          |      |
| 산타아나 스타 센터 | 2010년~2011년 | 뉴멕시코주 리오랜초 | 7,000명  | 빈칸 |

## 참조
1. ↑  시즌의 뒷 해로 표기. 2006-2007 시즌의 경우 2007로 표기.